# Mariano del Friuli
Mariano del Friuli là một đô thị (comune) ở tỉnh Gorizia, vùng tự trị Friuli-Venezia Giulia của Ý. Đô thị Mariano del Friuli có diện tích 8 km2, dân số thời điểm 31 tháng 5 năm 2004 là 1538 người.
Mariano del Friuli có các đơn vị dân cư sau:
Mariano del Friuli giáp với các đô thị: